# Henrietta Godolphin
Henrietta Godolphin (née Churchill) (19 juillet 1681 – 24 octobre 1733), 2e duchesse de Marlborough suo jure, est une célèbre mécène d'art.

## Biographie
Elle est la fille de John Churchill († 1722), 1er duc de Marlborough, et de Sarah Churchill († 1744), proche de la reine Anne de Grande-Bretagne.
Elle est née Henrietta Churchill et devient Lady Henrietta Churchill en 1689 quand son père est fait comte de Marlborough. Elle se marie avec Francis Godolphin en 1698 et devient donc Lady Henrietta Godolphin. En 1706, quand son beau-père est fait comte de Godolphin elle devient vicomtesse de Rialton et comtesse de Godolphin en 1712 quand son mari devient comte à son tour.
Par décision parlementaire, il est permis à la fille aînée du duc d'hériter de ses titres. À la mort du duc de Marlborough en 1722, Henrietta Godolphin devient donc, suo jure, duchesse de Marlborough.

## Mariage et descendance
De son mariage avec Godolphin, elle a cinq enfants :
- William Godolphin (1700-1731), marquis de Blandford, marié à Maria Catherina de Jong, sans descendance ;
- Lord Henry Godolphin (1700) ;
- Lady Margaret Godolphin (1703) ;
- Henrietta Godolphin (morte en 1776), mariée à Thomas Pelham-Holles, sans descendance[1] ;
- Mary Osborne (1723-1764), duchesse de Leeds, mariée à Thomas Osborne, 4e duc de Leeds (Il est fortement suspecté que Mary Godolphin n'est pas la fille du comte de Godolphin mais probablement de l'amant de la duchesse de Marlborough William Congreve).

La duchesse meurt en 1733 à l'âge de 52 ans à Harrow et est enterrée le 9 novembre à l'abbaye de Westminster. Ses titres passent à son neveu, Charles Spencer.